# Tachina diaphana
Tachina diaphana là một loài ruồi trong họ Tachinidae.